# Třída Vasco da Gama
Třída Vasco da Gama jsou víceúčelové fregaty portugalského námořnictva. Jedná se o německý typ Blohm + Voss MEKO 200 PN. Postaveny byly tři jednotky zařazené do služby v letech 1990–1991. Jsou to první portugalské lodě nesoucí protiletadlové a protilodní řízené střely. Všechny jsou stále v aktivní službě.

## Stavba
Stavba fregat byla objednána v roce 1985. Stavba proběhla v letech 1989–1991. První jednotku postavila loděnice Blohm + Voss v Hamburku a zbylé dvě loděnice Howaldtswerke-Deutsche Werft (HDW) v Kielu.
Jednotky třídy Vasco da Gama:
| Jméno                 | Spuštěna           | Dodání             | Status   |
| --------------------- | ------------------ | ------------------ | -------- |
| Vasco da Gama (F330)  | 26. června 1989    | 20. listopadu 1990 | Aktivní. |
| Alvares Cabral (F331) | 2. května 1990     | 18. ledna 1991     | Aktivní. |
| Corte Real (F332)     | 22. listopadu 1991 | 1. února 1992      | Aktivní. |

## Konstrukce

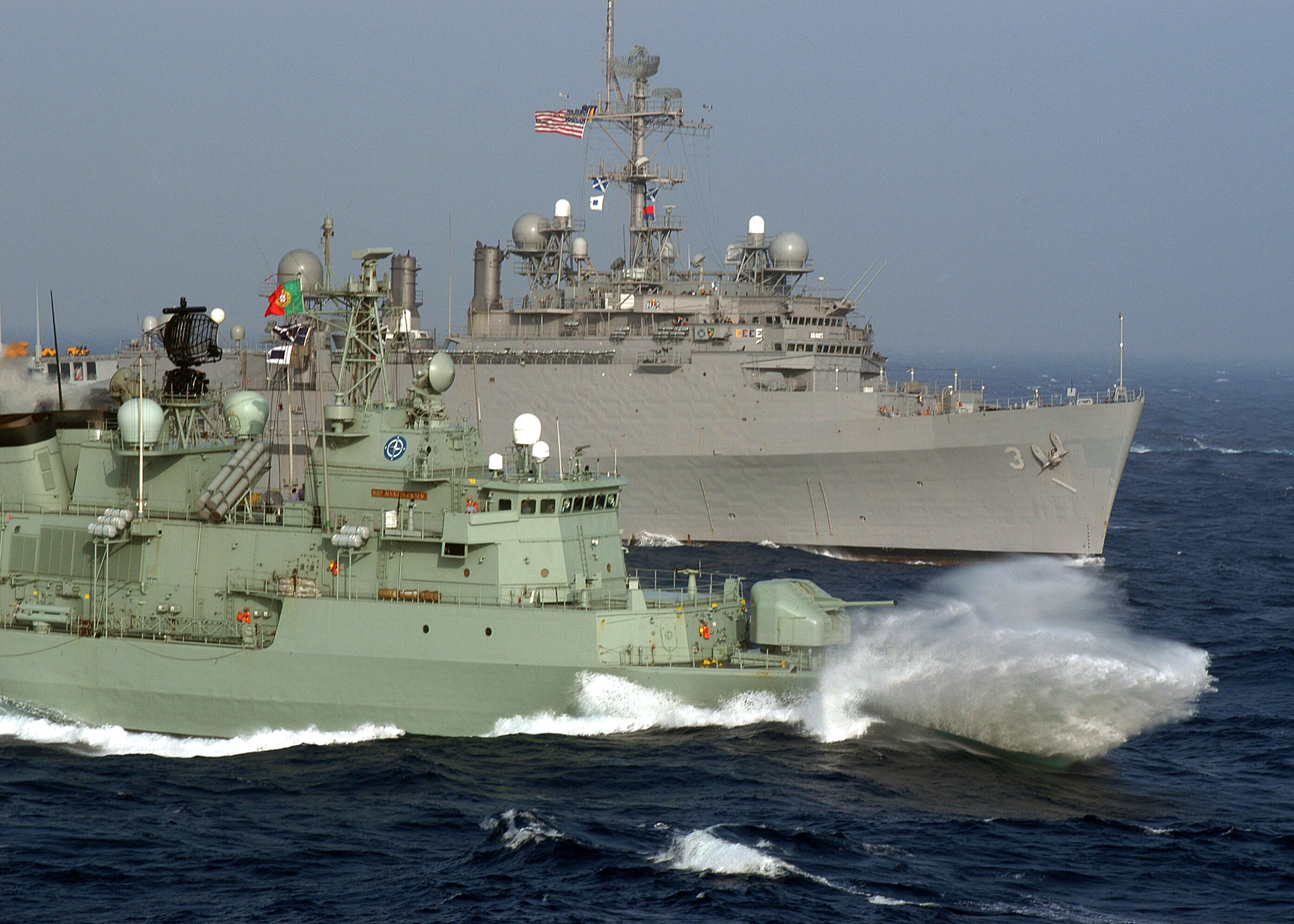
Alvares Cabral (F331)

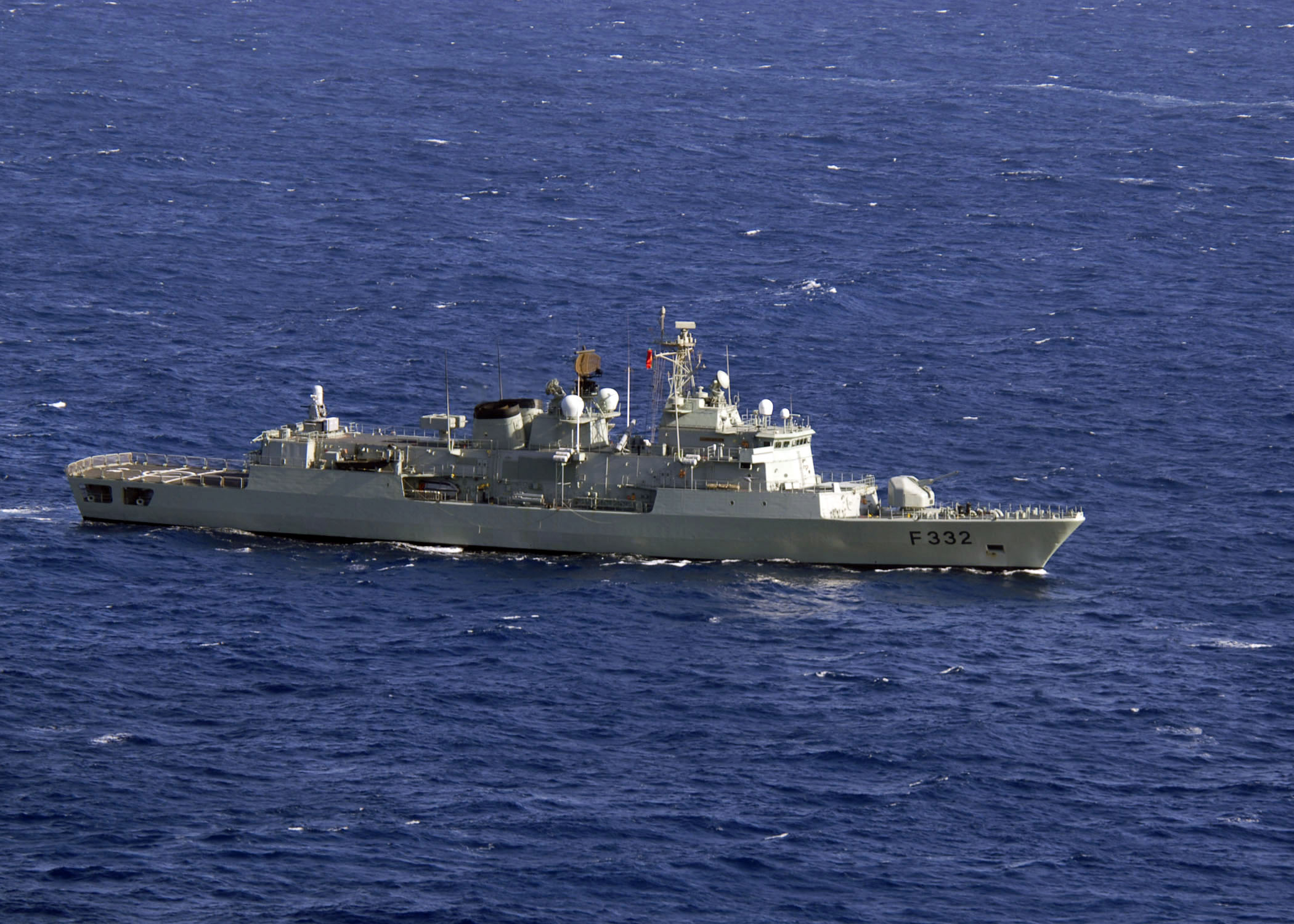
Corte Real (F332)

V dělové věži na přídi je jeden 100mm kanón Creusot-Loire. Před komínem jsou umístěny dva čtyřnásobné kontejnery Mk 141 pro protilodní střely Harpoon a na střeše hangáru je osminásobný kontejner protiletadlových řízených střel Sea Sparrow a jeden obranný systém Phalanx CIWS. Protiponorkovou výzbroj tvoří dva trojhlavňové 324mm protiponorkové torpédomety. Na zádi fregat je přistávací paluba a hangár pro uskladnění jednoho protiponorkového vrtulníku Super Lynx.
Pohonný systém je koncepce CODOG. Pro plavbu ekonomickou rychlostí slouží dva diesely MTU 20V 956 TB92, zatímco v bojové situaci lodě pohání plynová turbína General Electric LM2500. Nejvyšší rychlost dosahuje 32 uzlů.